# Кропані (Італія)
Кропані (італ. Cropani, сиц. Cropani) — муніципалітет в Італії, у регіоні Калабрія,  провінція Катандзаро.
Кропані розташоване на відстані близько 490 км на південний схід від Рима, 18 км на північний схід від Катандзаро.
Населення — 4745 осіб (2014).
Щорічний фестиваль відбувається 20 січня. Покровитель — San Sebastiano.

## Демографія
Населення за роками:

Станом на 1 січня 2023 року в муніципалітеті офіційно проживав 251 іноземець з 27 країн, серед них 81 громадянин країн Євросоюзу та 14 громадян України.

## Сусідні муніципалітети
- Андалі
- Ботричелло
- Черва
- Селлія-Марина
- Серсале